# 原結
原結是脊椎動物在囊胚於原腸形成所留下的，又可以稱為漢森結／亨生結，因為由Victory Hensen所發現；而兩生類則被稱為史培曼／史佩曼組織，因為是由Han Spemman所發現（在1924年與Mangold共同確認）。

## 發展
原結的發展是經由上胚層逐漸向內凹所形成凹陷的最終點。整條內凹的部分稱為原線或原痕，這些細胞經過重組後形成內胚層、中胚層、外胚層。最後原結中間會凹陷形成原坑，最後原坑向前延伸形成；脊索上方的細胞則會形成神經管。
之後各胚層細胞會接受到不同濃度的基因訊號，導致各種細胞走向不同的分化路徑。

## 外部連結
- 概述 （页面存档备份，存于） at nature.com
- 概述 （页面存档备份，存于） at Northwestern University
- 醫學主題詞表（MeSH）：Embryonic+Organizers